# Maison Racle sur le Treige
La maison Racle sur le Treige est un édifice situé à Granges-le-Bourg, en France.

## Localisation
L'édifice est situé sur la commune de Granges-le-Bourg, dans le département français de la Haute-Saône.

## Historique
Seule la cheminée sculptée au premier étage de l'édifice est inscrite au titre des monuments historiques en 1971.